# Ђо
Ђо (јап. 杖) је дрвено традиционално јапанско оружје пречника 2,40 цм и дужине 127,70 цм.  Примарна борилачка вештина у којој се користи је ђодо (Jōdō), али се користи и у аикиду и кобуду. Неке полицијске снаге и данас у Јапану користе ђо. 
Поред ђо штапа, у јапанским боричачким вештинама се такође користи и бо штап.